# Flat Rock, Henderson County, North Carolina
Flat Rock är en ort i Henderson County i delstaten North Carolina, USA.